# Kloster Farfa

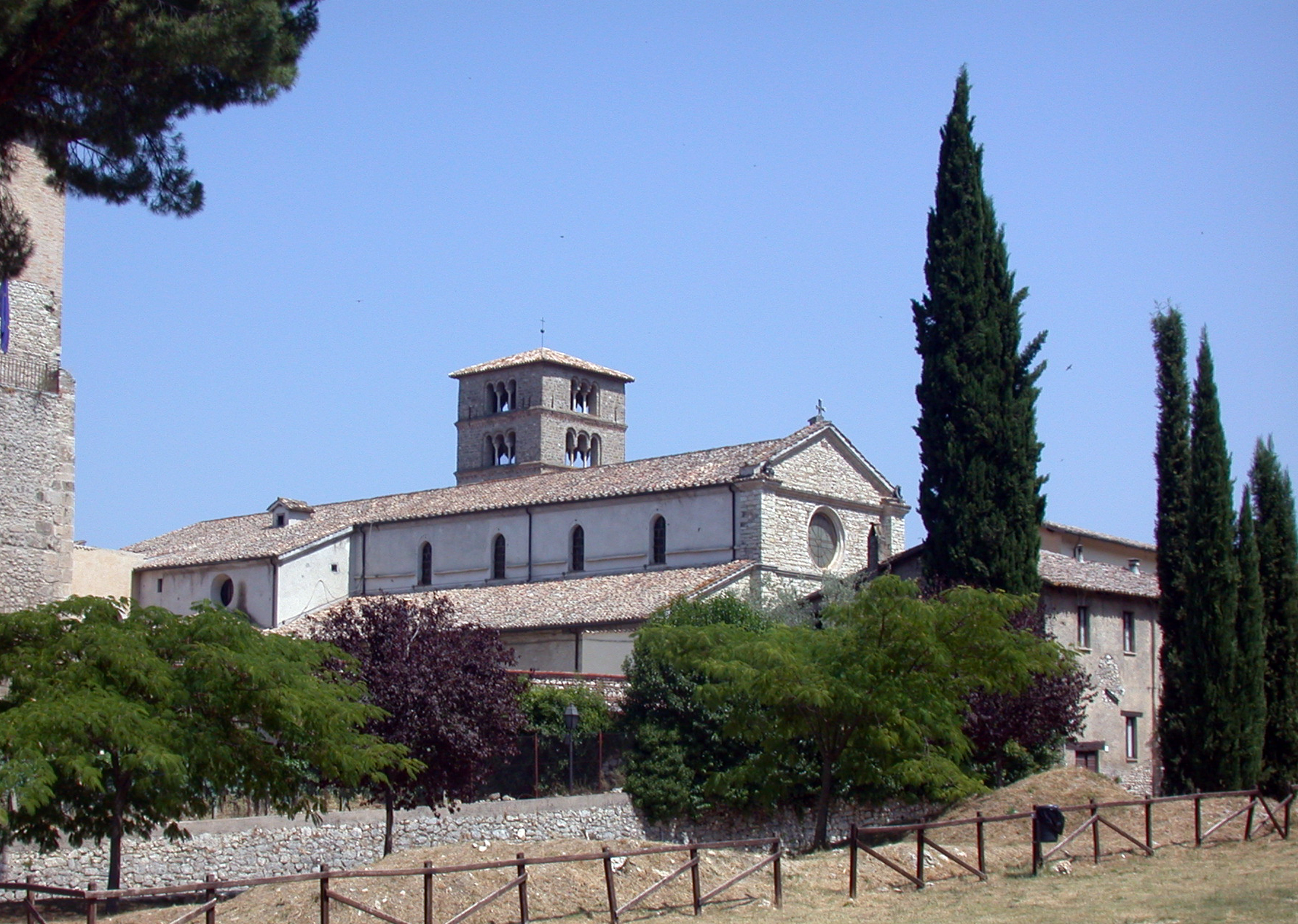
Benediktinerabtei Farfa

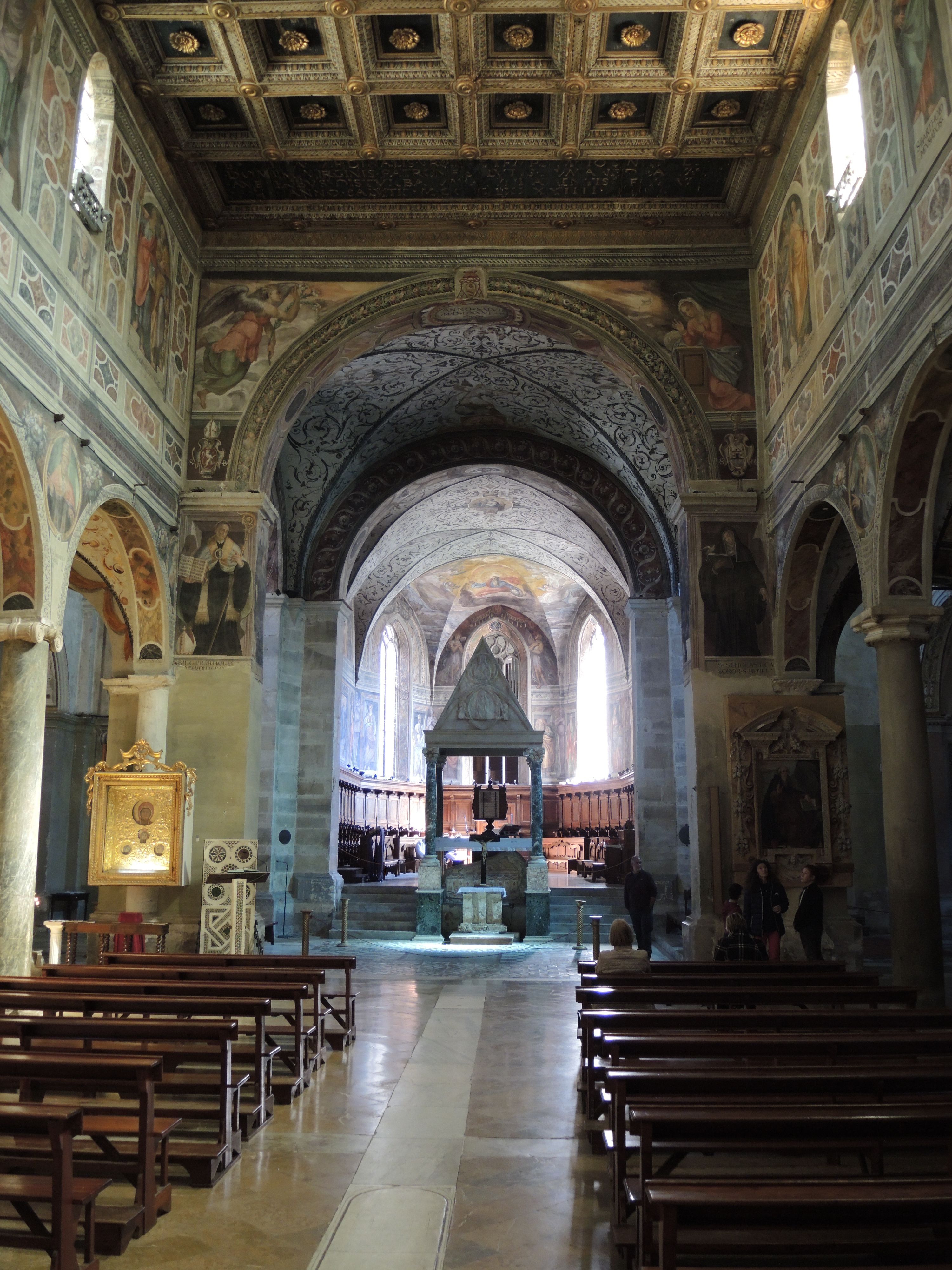
Das Innere der Kirche mit Blick zum Altar

Das Kloster Farfa (ital. Abbazia di Santa Maria di Farfa; lat. Abbatia Farfensis) ist eine Benediktinerabtei in Fara in Sabina in Italien, benannt nach dem Fluss Farfa, einem Nebenfluss des Tiber.

## Geschichte

### Erste Gründung
Nach der Überlieferung der aus dem 12. Jahrhundert stammenden Chronik von Farfa wird die Gründung des Klosters in der Zeit der Kaiser Julian und Gratian angenommen. Anderen Annahmen zufolge war der wohl aus Syrien stammende Gründer Farfas Laurentius Illuminator erst im 6. Jahrhundert nach Rom gekommen und wurde dann Bischof von Spoleto. Archäologische Grabungen im Jahr 1888 ergaben eine erste klösterliche Einrichtung wohl auf den Ruinen eines antiken Tempels oder einer römischen Villa. Diese ersten Klosterbauten wurden bereits um 500 wieder verwüstet.

### Zweite Gründung
Im siebten Jahrhundert kamen irische Pilger nach Gallien und Italien. Sie begründeten die Abtei Bobbio und wohl auch Farfa im Herzogtum Spoleto neu. Die Constructio Monasterii Farfensis von 857 bezieht sich auf die Geschichte seines Hauptgründers Thomas von Maurienne († 720), der eine Pilgerfahrt nach Jerusalem gemacht hatte, dort drei Jahre zubrachte und im Gebet vor dem Heiligen Grab von der Jungfrau Maria in einer Vision ermuntert wurde nach Italien zurückzukehren und Farfa wieder neu aufzubauen (um 705). Auch der Herzog von Spoleto Faroald II., hatte eine Vision, ihm wurde befohlen ihn in dieser Arbeit zu unterstützen. Der Papst gewährte dem Kloster und dem zu ihm gehörenden Gebiet schon ab dem letzten Drittel des 8. Jahrhunderts die Exemtion, also einen bistumsähnlichen Status.

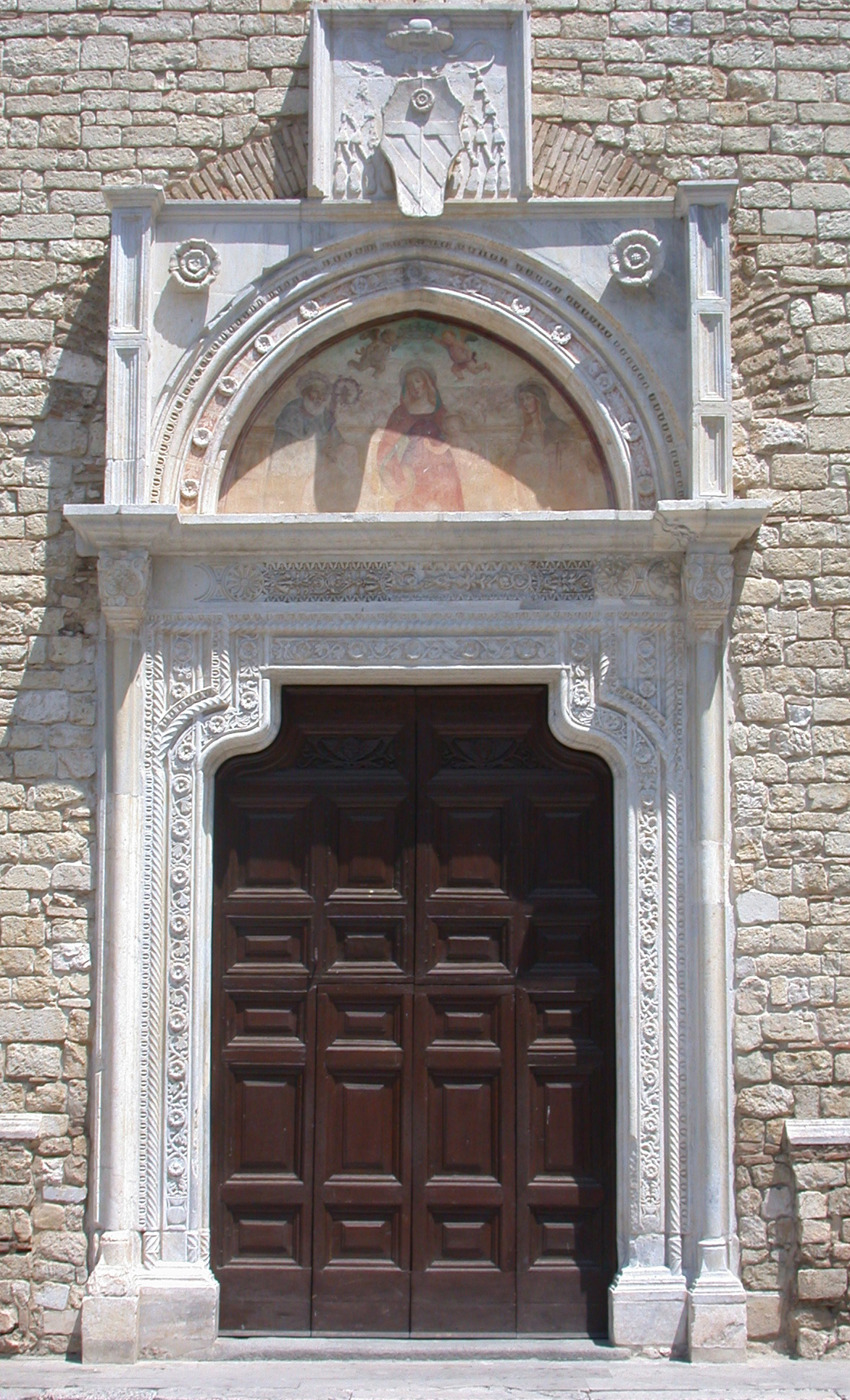
Romanisches Portal zur Basilika

Die lombardischen Herrscher und später die Karolinger förderten das Kloster, so auch in der Regierungszeit Karls des Großen. Er besuchte das Kloster vor seiner Krönung zum Kaiser am 25. Dezember 800, der spätere Abt Ingoald war mit ihm verwandt. Als karolingisches Reichskloster war Farfa eines der mächtigsten Klöster in Italien mit Jurisdiktion bis zum Borgo von Rieti und bis hinein nach Rom. Die Äbte hatten zeitweise großen Einfluss auf den Papst. Als der heilige Fintan um das Jahr 845 von Rom nach Alemannien reiste, soll er in Farfa einige Zeit als Mönch gelebt haben. Zu Beginn der Regierungszeit des Abtes Ratfredus (930–936) konnte 930 die Klosterbasilika fertiggestellt werden. Unter Fürst Alberich II. von Spoleto wurde Kloster Farfa an Großabt Odo von Cluny übergeben. Durch die daraufhin unter dem bedeutenden Abt Hugo von Farfa (998–1036/38;† 1039) in Kloster eingeführten Cluniazensergewohnheiten (Liber tramitis) nahm die Abtei einen hervorragenden Aufschwung. Im Jahr 1103 schrieb der Mönch Gregor das Largitorium oder Liber Notarius sive emphiteuticus, eine Liste von Schenkungen und Vergabungen an das Kloster sowie die Chronik des Klosters. Das weltliche Herrschaftsgebiet der Abtei Farfa (Praesidato Farfense) übertraf selbst das des Erzklosters Montecassino: Es umfasste 683 Kirchen oder Klöster, 132 Kastelle und zwei Städte. Die Kaiser des Heiligen Römischen Reichs bis zu Friedrich II. statteten Farfa regelmäßig mit Privilegien aus, wenngleich nach dem Wormser Konkordat (1122) der päpstliche Druck auf Farfa, sich in den Kirchenstaat zu integrieren, zunahm und die Abtei allmählich des kaiserlichen Schutzes verlustig ging. Die Mittelalterliche Bibliothek des Klosters ist bis heute erhalten.

### Neuzeit
Seit dem 14. und besonders dem 15. Jahrhundert hatte Kloster Farfa ähnlich wie Subiaco etliche deutsche Mönche (1477/79 durch die Orsini gefördert) und war mit ihm durch die sog. Consuetudines Sublacenses zu einem Klosterverband vereinigt. Ab 1400 begann aber auch die Periode der Kommendataräbte, die erst im Jahr 1841 mit Kardinal Luigi Lambruschini zu Ende ging.
Auf Betreiben des Kardinals Alessandro Farnese wechselte Farfa 1567 mit Billigung Pius V. zur Cassinensischen Kongregation, die seitdem die Klaustraläbte stellte. Danach sank die Abtei fast zur Bedeutungslosigkeit. Am 1. August 1571 musste Farfa einen Teil des Abteigebietes zur Errichtung des Bistums Ripatransone abgeben.
Ab 1841 waren die Äbte von St. Paul vor den Mauern zugleich Äbte des Klosters Farfa. 1861 wurden Teile der Vermögenswerte an Privatpersonen verkauft. Graf Giuseppe Volpi schenkte dem Kloster einige Grundstücke und Immobilien.

### Jüngere Vergangenheit und Gegenwart
Im Jahr 1919 wurde das Kloster auch administrativ St. Paul in Rom unterstellt. 1920 entstand dann unter Abt Ildefonso Schuster neues benediktinischen Leben in Farfa. 1928 wurde das Kloster zum Nationaldenkmal erklärt.
Die heutige Benediktiner-Gemeinschaft ist in der Pfarrseelsorge und auf dem Gebiet geistigen Arbeit tätig, daneben bewahrt sie die Anlage und die Bibliothek. Regierender Prior des Klosters ist gegenwärtig (2020) Don Eugenio Gargiulo O.S.B.

## Kunstschätze

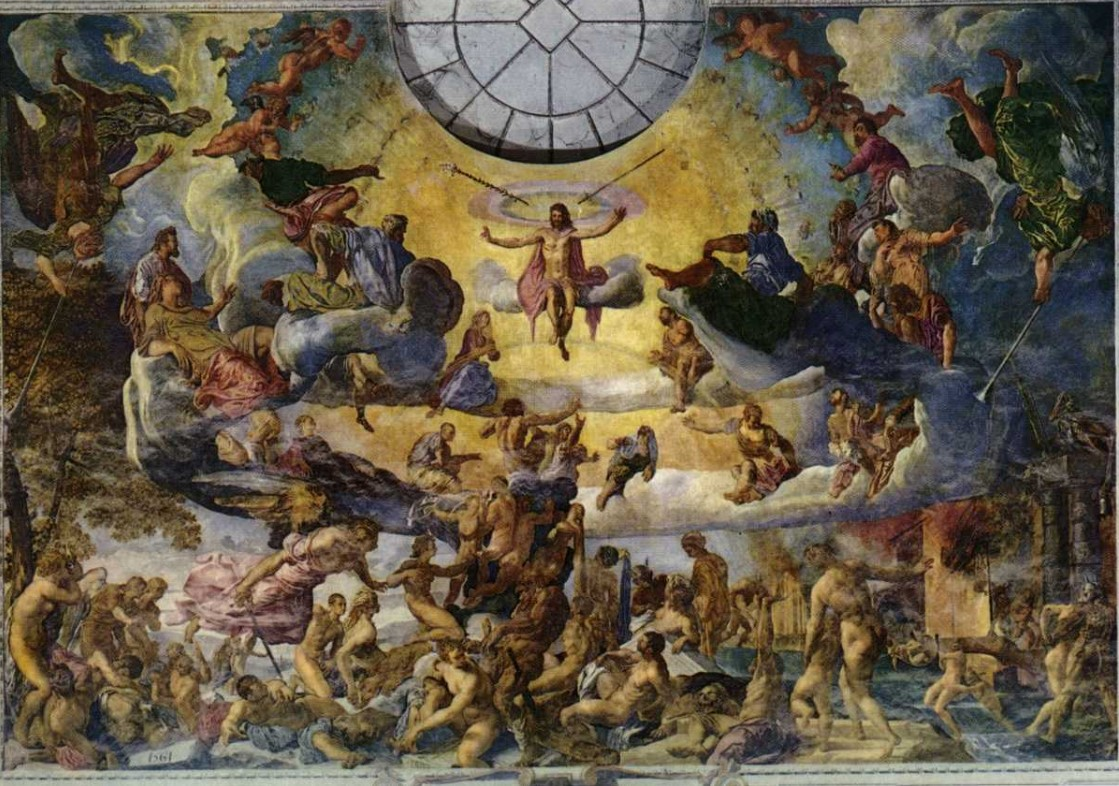
Hendrick van den Broeck: Jüngstes Gericht

- Der Kreuzgang Lombard und der große Kreuzgang
- Der karolingische Turm aus dem 9. Jahrhundert
- Die Basilika mit drei Kirchenschiffen, an der Rückwand ein Jüngstes Gericht des flämischen Malers Hendrick van den Broeck von 1561 sowie ein Altar aus der Karolingerzeit.
- Orazio Gentileschi und seine Werkstatt dekorierten von 1597 bis 1599 drei Kapellen der linken Seite mit Fresken und Altarbildern, darunter Der Triumph der hl. Ursula und das Martyrium der Hl. Petrus und Paulus.[2]
- Die Krypta mit einem Sarkophag aus der römischen Zeit
- Die Bibliothek mit rund 45000 Bänden

## Erste Äbte
- Thomas von Maurienne (680/700–720)
- Aunepert (720–24)
- Lucerius (724–40)
- Fulcoald (740–59)
- Wandelbert (759–761)
- Alan (769)
- Guicpert (769–770)
- Probatus (770–781)
- Ragambald (781–786)
- Altpert (786–790)
- Mauroald (790–802)
- Benedict (802–815)
- Ingoald (815–830)
- Sichard (830–842)
- Hilderich (844–857)
- Perto (857–872)
- Johann I. (872–881)
- Anselm (881–883)
- Teutopert (883–888)
- Nordepert (888)
- Spento (888)
- Vitalis (889)
- Peter (890–919)
- Rimo (920–930)
- Ratfredus (930–936)
- Hildebrand (936–943 / 7)
- Campo (936–943 / 7)
- Dagobert (943 / 7–952)
- Johann II. (967–)
- Hugo (998–1039)
- Berard I. (–1089)
- Berard II. (–1099)
- Oddo (1099)